# کبوتر شاهی شکم‌سفید

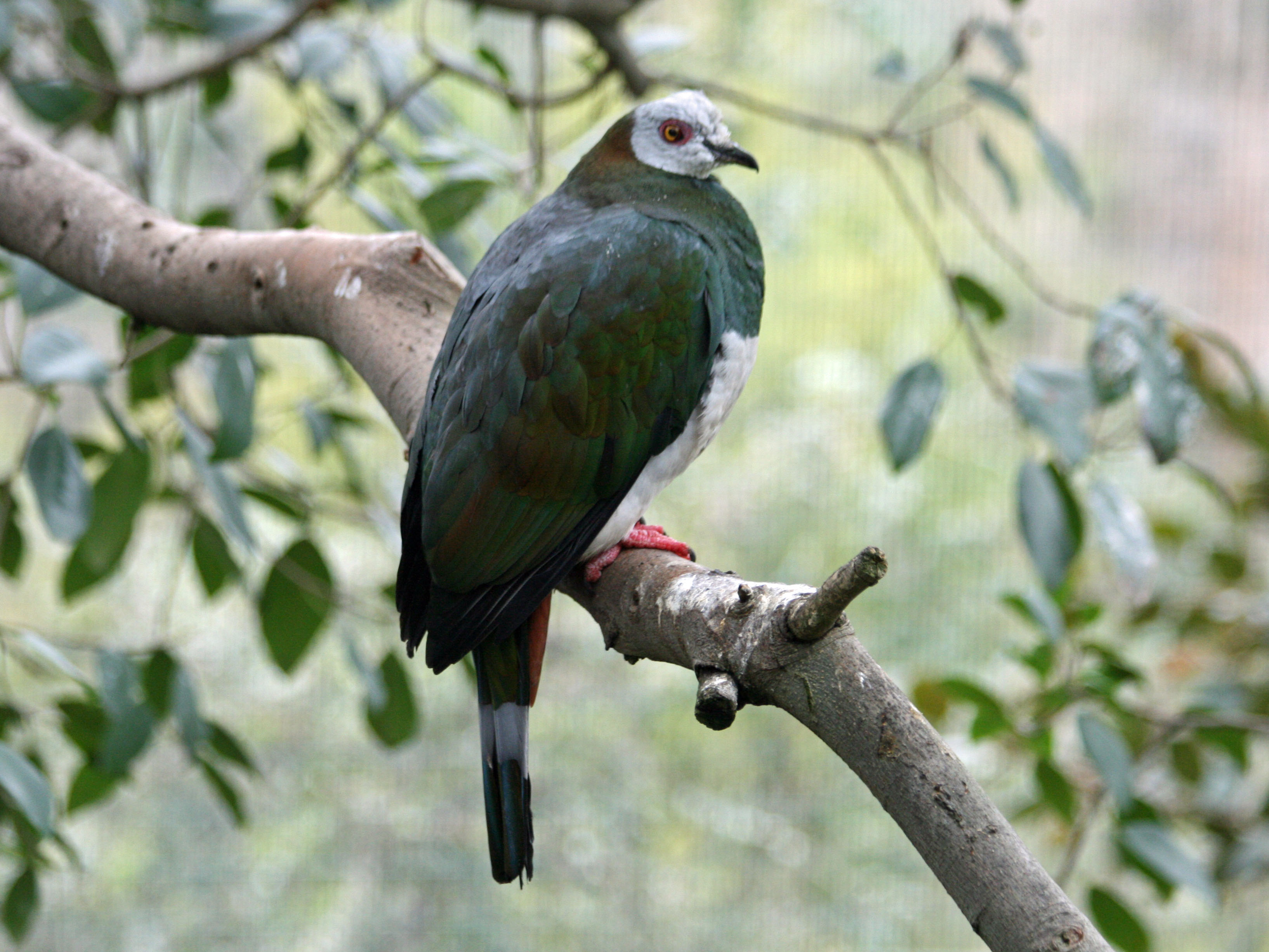
نمایش نوار دم

کبوتر شاهی شکم‌سفید (نام علمی: Ducula forsteni) گونه‌ای از پرندگان خانواده کبوتران است. نخستین بار توسط پرنده‌شناس فرانسوی شارل لوسین بناپارت در سال ۱۸۵۴ توصیف شد، این گونه بوم‌زاد اندونزی است، جایی که در سولاوسی، بوتون، تالابو، توگیان و پِلِنگ یافت می‌شود. در جنگل‌های اولیه، جنگل‌های ثانویه متراکم و مناطق جداشده از جنگل‌های تپه‌ای زندگی می‌کند. یک کبوتر بزرگ با دم بلند، اندازه آن ۴۲٫۵–۵۱٫۵ سانتیمتر (۱۶٫۷–۲۰٫۳ اینچ) است و میانگین وزن آن ۵۱۰ گرم (۱۸ اونس) است. نرها عمدتاً سبزرنگ، با سر و شکم خاکستری کم‌رنگ، پارگین شاه‌بلوطی، و یک نوار دم خاکستری کم‌رنگ، همراه با یک حلقه کاسه چشم قرمزرنگ هستند. ماده‌ها تقریباً یکسان هستند، اما مناطق خاکستری تیره‌تری در پرهای خود دارند.
کبوتر شاهی شکم‌سفید از میوه تغذیه می‌کند. اتحادیه بین‌المللی حفاظت از طبیعت (IUCN) در فهرست قرمز IUCN به دلیل گستره کافی وسیع و عدم کاهش قابل توجه جمعیت، به عنوان کمترین نگرانی از آن یاد می‌کند. با این حال، جمعیت آن به دلیل نابودی زیستگاه در حال کاهش است.